# Нови завет
Нови завет је хришћански назив за збирку списа које хришћани сматрају светим. То јe нови савез Исуса кога хришћани сматрају Христом са људима. Хришћани верују да су збивања и загонетке Старог завета добили у њему своју одгонетку и пуноћу. У светом писму Новог завета јеванђелисти су описали догађаје од рођења Исуса Христа, па све до његовог васкрсења из мртвих и вазнесења. Описан је и силазак Светог духа на прве Христове ученике, апостоле и њихово проповедање његовог имена и науке. У њима је указано и на све оно што ће се догодити до другог доласка Христовог и страшног суда. Књиге Новог завета се састоје из четири јеванђеља (гр. евангелион - добра вест или блага вест), неколицине апостолских писама и других дела. Нови завет је на српски превео Вук Стефановић Караџић 1819. године и објавио га 1847. године у Бечу, под насловом Нови завјет Господа нашега Исуса Христа.
Нови завет се састоји од 27 књига, које су написали различити аутори у различито време. Међу њима се налазе јеванђеља, дела, посланице или писма, и откровење (пророчанска објава). Најстарији списи Новог завета су Павлове посланице, од којих је Прва посланица Солуњанима, написана око 50. године, најстарији сачувани хришћански спис. Најстарије од четири еванђеља је Марково еванђеље, настало око 68-70 године. Дела апостолска говоре о животу прве Цркве, а написао их је исти аутор који је написао и Лукино јеванђеље, те ове две књиге изворно представљају два дела једног истог дела.
За разлику од Старог завета, који покрива дугогодишњу хронологију стварања света и рану историју Јевреја, Нови завјет се заснива на релативно уском временском периоду, углавном унутар 1. века. Прва целовита листа новозаветних књига обелодањена је 367. године у Ускршњем писму епископа Атанасија Александријског црквама у Египту.